# Maurice of Inchaffray

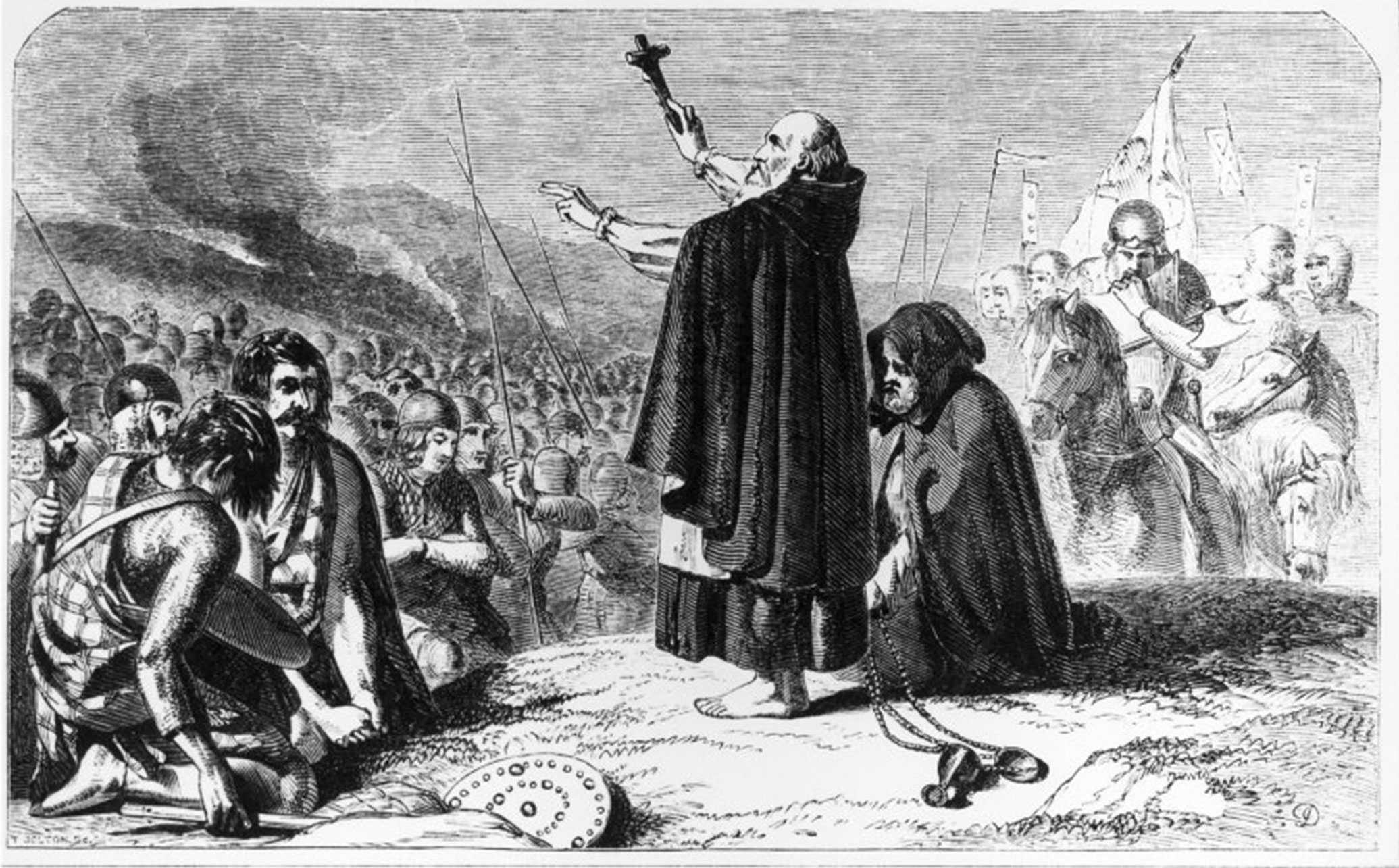
Maurice of Inchaffray segnet das schottische Heer vor der Schlacht von Bannockburn. Historisierende Darstellung aus dem 19. Jahrhundert.

Maurice of Inchaffray († 1347) war ein schottischer Geistlicher. Ab 1305 war er Abt von Inchaffray Abbey und ab 1322 war er Bischof von Dunblane.

## Tätigkeit als Abt von Inchaffray
Maurice trat dem Augustinerorden bei und wurde 1305 zum Abt von Inchaffray Abbey gewählt. Als einziger Abt des Klosters erlangte er größere politische Bedeutung. Er gehörte zu den ersten Unterstützern von Robert Bruce, als dieser während des Ersten Schottischen Unabhängigkeitskriegs gegen die englische Herrschaft in Schottland rebellierte und sich im Februar 1306 zum König der Schotten erhob. Wahrscheinlich war Maurice bei der Krönung in Scone anwesend gewesen. Nachdem Robert Bruce im Juni 1306 in der Schlacht bei Methven eine schwere Niederlage erlitten hatte, führten von Maurice aus Inchaffray gesandte, ortskundige Mönche Bruce und seine verbliebenen Unterstützer durch die Highlands und ermöglichten so deren Entkommen. Bruce konnte so den Kampf fortsetzen und ab 1307 die Engländer nach und nach aus Schottland herausdrängen. Als Abt von Inchaffray gehörte Maurice von Amts wegen dem Kapitel der Kathedrale von Dunblane an. Dieses wählte 1307 mit Nicholas Balmyle einen weiteren Unterstützer von Bruce zum Bischof. In den nächsten Jahren diente Maurice als Kaplan und als Ratgeber von Bruce. Im Januar 1313 gewährte ihm der englische König Eduard II. freies Geleit für eine Reise nach England, wo er vermutlich Waffenstillstandsverhandlungen in dem weiter andauernden Krieg führte. Die Verhandlungen blieben aber erfolglos, und im Sommer 1314 führte der englische König ein großes Heer nach Schottland. Der Überlieferung nach begleitete Maurice das schottische Heer, dass sich im Juni bei Bannockburn dem englischen Heer entgegenstellte. Er führte eine Armreliquie des keltischen Heiligen Fillan mit und feierte vor der Schlacht eine Heilige Messe. Sein kurzes, inständiges Gebet, in dem er Gott um Freiheit und um die erfolgreiche Verteidigung ihrer Rechte bat, soll die anwesenden Soldaten sehr bewegt und ermutigt haben. Dann soll Maurice in seinen Mönchsgewändern wie ein Hauptmann dem Heer vorangegangen sein. Angesichts des englischen Heeres ließ er die Schotten zum Gebet niederknien, was die englischen Chronisten offenbar tief beeindruckte. In der folgenden Schlacht erlitten die Engländer eine schwere Niederlage.

## Ernennung zum Bischof von Dunblane
Nach dem Tod von Bischof Balmyle, der vermutlich Anfang 1319 starb, konnte sich das Kathedralkapitel von Dunblane nicht auf einen Nachfolger einigen. Neben Maurice wurde auch Roger de Balnebrich, Rektor von Ferrewick als Kandidat vorgeschlagen. Die Entscheidung wurde schließlich der Kurie übertragen, woraufhin beide Kandidaten nach Avignon reisten. Dort erklärten sie ihre Ansprüche, worauf Papst Johannes XXII. die Entscheidung an Kardinal Arnaud de Pellegrue delegierte. Da der Papst im Krieg zwischen England und Schottland zuletzt mit der englischen Seite sympathisierte, mischte sich auch der englische König in die Nachfolgesuche ein und benannte am 30. Januar 1320 den Dominikaner Richard de Pontefract als seinen Kandidaten für die Diözese. Nach längerer Verzögerung wurde schließlich am 5. März 1322 Maurice zum neuen Bischof ernannt und am 22. März in Avignon von Kardinal Béranger Frédol zum Bischof geweiht. Aufgrund seines langen Aufenthalts an der Kurie war er hoch verschuldet und erhielt deshalb vom Papst die Erlaubnis, sich 1000 Florin zu leihen.
Bereits vor dem Tod seines Vorgängers Balymle war Maurice in einer während eines Parlaments am 18. Dezember 1318 ausgestellten Urkunde als Bischof von Dunblane bezeichnet worden. Wie genau dies gemeint war, ist nicht mehr zu klären. Möglicherweise handelte er als Generalvikar und damit als Vertreter des verhinderten, wohl schwer erkrankten Bischofs.

## Tätigkeit als Bischof
Bereits am 23. Mai 1322 wurde Maurice vom Papst aufgefordert, zusammen mit Rigaud de Asserio, dem sich in Avignon aufhaltenden Bischof der englischen Diözese Winchester Bischof William Lamberton von St Andrews sowie die Bischöfe William Sinclair von Dunkeld, Henry Cheyne von Aberdeen und David von Moray als Unterstützer von Robert Bruce zu exkommunizieren. Ob er diese Exkommunikation über seine Amtsbrüder verhängte, ist unklar.
Über die weitere Tätigkeit von Maurice als Bischof ist nur wenig bekannt. Er bezeugte mindestens zwölf Urkunden, doch von ihm selbst ist nur eine Urkunde bekannt, in der er vor 1328 mit Zustimmung seines Kapitels der verarmten Coupar Angus Abbey die Rechte an der Kirche von Fossoway übergab. Im März 1325 nahm er an einem Parlament in Scone teil, ebenso an dem Parlament in Cambuskenneth 1326, das David, den Sohn von Robert Bruce, als Thronerbe anerkannte. Nachdem aber die Anhänger von David II. zu Beginn des Zweiten Schottischen Unabhängigkeitskriegs mehrere schwere Niederlagen erlitten hatten, nahm Maurice im Februar 1334 an einem Parlament in Edinburgh teil, bei dem der von England unterstützte Thronanwärter Edward Balliol als König anerkannt wurde. Maurice starb vermutlich Anfang 1347 oder im Sommer 1347.